# Огань
М-77 Огањ (с серб. — «Огонь») — югославская и сербская РСЗО, состоящая на вооружении ВС стран бывшей Югославии.

## История
Разработка началась в 1968 году. Первый прототип был показан на военном параде в 1975 году. Серийное производство было организовано на заводе «Братство» в городе Нови-Травник c 1980 г.

## Применение
Предназначена для поражения живой силы, бронетехники противника в местах сосредоточения и на марше. Используется для разрушения командных пунктов, узлов связи, портов и объектов военно-промышленной инфраструктуры. Также применяется для дистанционной установки противотанковых минных полей в зоне боевых действий на удалении до 20 км.

## Характеристика

### Шасси
- Экипаж: 5 чел.
- Шасси: FAP 2026 BS/AV
- Направляющие: 32×128 мм
- Масса исходная: 17800 кг
- Масса боевая: 22400 кг
- Горизонтальный угол обстрела: 183 градуса (при ручном наведении 185 градусов)
- Вертикальный угол обстрела: от −10 до +50 градусов
- Боекомплект: 64 ракеты
- Действие: возгорание и взрыв в течение 0,8 с
- Время перезарядки: 6,5 мин
- Длина: 8,4 м
- Ширина: 2,49 м
- Высота: 3,1 м
- Дополнительное вооружение: 12,7-мм НСВ

### Ракета
- Масса: 67,1 кг
- Масса боеголовки: 1,17 кг
- Макс. скорость: 750 м/с
- Максимальная дальность: 20652 м
- Площадь поражения:

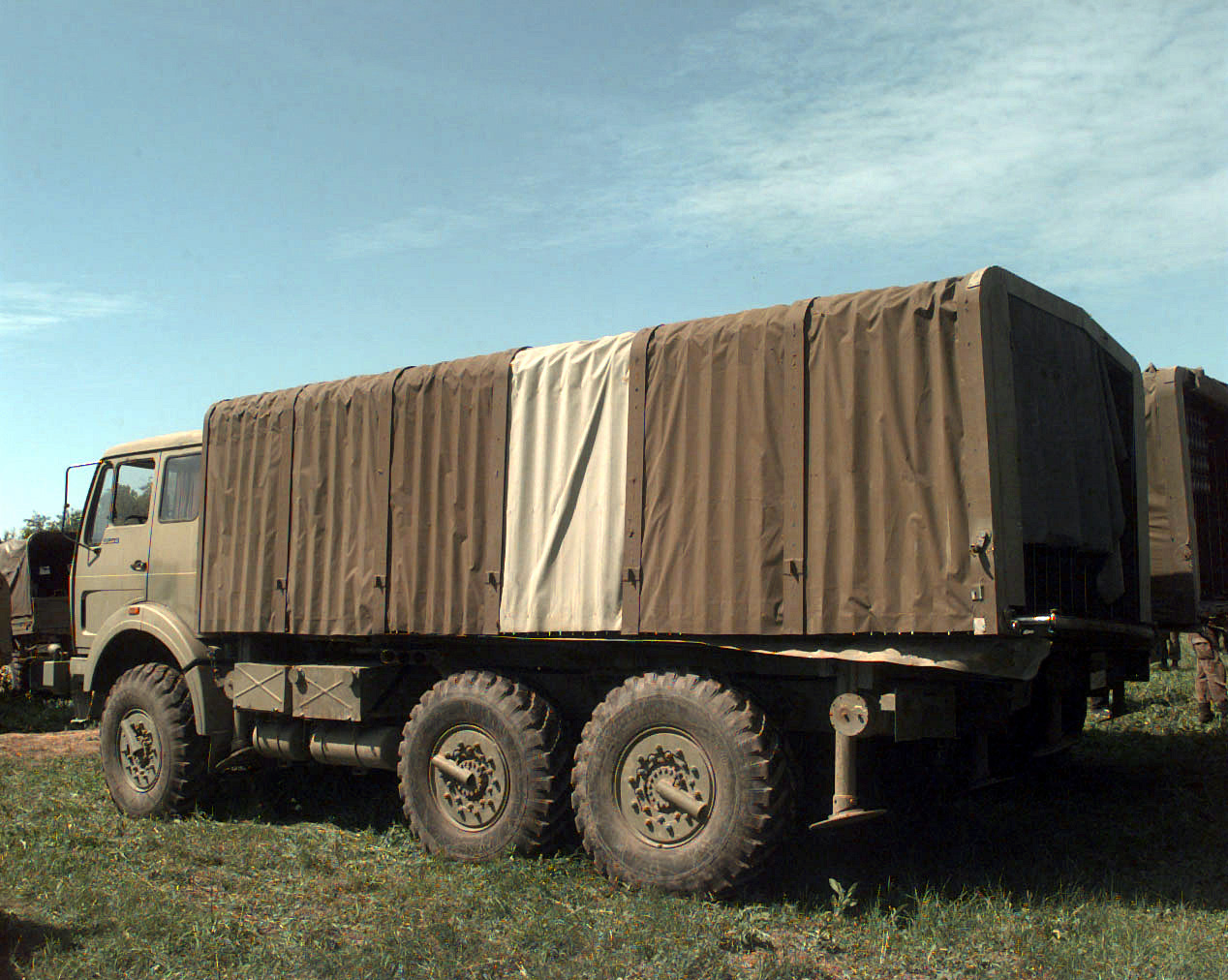
М-77 Огань под маскировкой

  - Осколочно-фугасным снарядом: 3600  м²
  - Кассетным снарядом: 11000  м²
- Длина ракеты: 2603 мм
- Масса взрывоопасной части: 4,05 кг
- Количество осколков:
  - Калибра 10,32 мм: 930 шт.
  - Калибра 6,35 мм: 2562 шт.

## Состоит на вооружении
- Сербия — 60 M-77 Organj, по состоянию на 2016 год[1]
- Северная Македония — 12 машин[источник не указан 3202 дня]
- Босния и Герцеговина — 7 машин[источник не указан 3202 дня]
- Хорватия — 8 машин[источник не указан 3202 дня]